# Saint-Jean-sur-Couesnon
Saint-Jean-sur-Couesnon korábbi község Franciaországban, Ille-et-Vilaine megyében. Lakosainak száma 1197 fő (2018. január 1.). Saint-Jean-sur-Couesnon Saint-Aubin-du-Cormier, La Chapelle-Saint-Aubert, Mézières-sur-Couesnon, Saint-Marc-sur-Couesnon, Vendel és Saint-Georges-de-Chesné községekkel határos.
2019. január 1-jén további három korábbi községgel egyesült és az így létrejött Rives-du-Couesnon új község része lett.

## Népesség
A település népessége az elmúlt években az alábbi módon változott:
| Lakosok száma | 1122 | 1149 | 1187 | 1180 | 1197 |
|               | 2013 | 2015 | 2016 | 2017 | 2018 |